# Мортен Тране Брюнніх
Мортен Тране Брюнніх (дан. Morten Thrane Brünnich; 1737-1827) — данський зоолог і мінералог.

## Біографія
Брюнніх народився в Копенгагені в сім'ї художника. Він вивчав східні мови і теологію, але незабаром почав цікавитися природознавством. Його спостереження за комахами ввійшли до праці Еріка Понтоппідана «Den Danske Atlas eller Konge-Riget Dannemark» (1763—1781). Коли він прийняв на зберігання колекцію судді Християна Фляйшер, він дуже зацікавився орнітологією, і в 1764 році він видав твір «Ornithologia borealis», в якому вперше були описані птахи Скандинавії.
У 1764 році видав монографію «Entomologia». Потім він зробив тривалу мандрівку по Середземному морю навколо Європи, під час якого він вивчав риб, яких згодом він згадав у своєму творі «Ichthyologia Massiliensis» в 1768 році.
Після свого повернення він отримав посаду доцента природознавства та економіки Університету Копенгагена. Тут він заснував музей природознавства і написав посібник для своїх студентів — «Zoologiae fundamenta praelectionibus academicis accommodata».

## Наукові праці
- Prodromus insectologiæ Siælandicæ. Kopenhagen одна тисяча сімсот шістьдесят один.
- Die natürliche Historie des Eider-Vogels. Kopenhagen 1763.
- Eder-Fuglens Beskrivelse. Kopenhagen 1763.
- Tillæg til Eder-Fuglens Beskrivelse. Kopenhagen +1763.
- Entomologia. Godiche, Kopenhagen 1764.
- Ornithologia borealis. Kall & Godiche, Kopenhagen +1764.
- Ichthyologia Massiliensis. Roth & Proft, Kopenhagen, Leipzig 1768.
- Appendix to Cronstedt's Mineralogy. London +1772.
- Zoologiæ fundamenta praelectionibus academicis accommodata. Pelt, Kopenhagen 1771/72.
- Mineralogie. Simmelkiær & Logan, Kopenhagen, St. Petersburg 1777-81.
- Dyrenes Historie og Dyre-Samlingen ud Universitetes Natur-Theater. Kopenhagen, 1782.
- Literatura Danica scientiarum naturalium. Kopenhagen, Leipzig 1 783.
- Catalogus bibliothecæ historiæ naturalis. Kopenhagen 1 793.
- Historiske Efterretninger om Norges Biergverker. Kopenhagen 1819.
- Kongsberg Sölvbergwerk i Norge. Kopenhagen 1826.